# Os de Plata a la millor interpretació masculina
L'Os de Plata a la millor interpretació masculina és el premi que es concedeix en el Festival Internacional de Cinema de Berlín a la millor actuació d'un actor.

## Guanyadors
| Any  | Actor                                 | Pel·lícula                                              |
| ---- | ------------------------------------- | ------------------------------------------------------- |
| 1956 | Burt Lancaster                        | Trapeze                                                 |
| 1957 | Pedro Infante                         | Tizoc                                                   |
| 1958 | Sidney Poitier                        | Fugitius (The Defiant Ones)                             |
| 1959 | Jean Gabin                            | Archimède le clochard                                   |
| 1960 | Fredric March                         | L'herència del vent                                     |
| 1961 | Peter Finch                           | No Love For Johnnie                                     |
| 1962 | James Stewart                         | Mr. Hobbs Takes a Vacation                              |
| 1963 | Sidney Poitier                        | Lilies of the Field                                     |
| 1964 | Rod Steiger                           | The Pawnbroker                                          |
| 1965 | Lee Marvin                            | Cat Ballou                                              |
| 1966 | Jean-Pierre Léaud                     | Masculin, féminin                                       |
| 1967 | Michel Simon                          | Le vieil homme et l'enfant                              |
| 1968 | Jean-Louis Trintignant                | L'homme qui ment                                        |
| 1971 | Jean Gabin                            | Le Chat                                                 |
| 1972 | Alberto Sordi                         | Detenuto in attesa di giudizio                          |
| 1975 | Vlastimil Brodský                     | Jakob, der Lügner                                       |
| 1976 | Gerhard Olschewski                    | Verlorenes Leben                                        |
| 1977 | Fernando Fernán Gómez                 | El Anacoreta                                            |
| 1978 | Craig Russell                         | Outrageous!                                             |
| 1979 | Michele Placido                       | Ernesto                                                 |
| 1980 | Andrzej Seweryn                       | Dyrygent                                                |
| 1981 | Anatoli Solonitsyn                    | Dvadtsat shest dney iz zhizni Dostoevskogo              |
| 1981 | Jack Lemmon                           | Tribute                                                 |
| 1982 | Stellan Skarsgård                     | Den Enfaldige mördaren                                  |
| 1982 | Michel Piccoli                        | Une étrange affaire                                     |
| 1983 | Bruce Dern                            | That Championship Season                                |
| 1984 | Albert Finney                         | The Dresser                                             |
| 1985 | Fernando Fernán Gómez                 | Stico                                                   |
| 1986 | Tuncel Kurtiz                         | Hiuch HaGdi                                             |
| 1987 | Gian Maria Volontè                    | Il Caso Moro                                            |
| 1988 | Jörg Pose i Manfred Möck              | Einer trage des anderen Last                            |
| 1989 | Gene Hackman                          | Mississippi Burning                                     |
| 1990 | Iain Glen                             | Silent Scream                                           |
| 1991 | Maynard Eziashi                       | Mister Johnson                                          |
| 1992 | Armin Mueller-Stahl                   | Utz                                                     |
| 1993 | Denzel Washington                     | Malcolm X                                               |
| 1994 | Tom Hanks                             | Filadèlfia                                              |
| 1995 | Paul Newman                           | Nobody's Fool                                           |
| 1996 | Sean Penn                             | Dead Man Walking                                        |
| 1997 | Leonardo DiCaprio                     | Romeo + Juliet                                          |
| 1998 | Samuel L. Jackson                     | Jackie Brown                                            |
| 1999 | Michael Gwisdek                       | Nachtgestalten                                          |
| 2000 | Denzel Washington                     | The Hurricane                                           |
| 2001 | Benicio del Toro                      | Traffic                                                 |
| 2002 | Jacques Gamblin                       | Laissez-passer                                          |
| 2003 | Sam Rockwell                          | Confessions of a Dangerous Mind                         |
| 2004 | Daniel Hendler                        | El abrazo partido                                       |
| 2005 | Lou Taylor Pucci                      | Thumbsucker                                             |
| 2006 | Moritz Bleibtreu                      | Elementarteilchen                                       |
| 2007 | Julio Chávez                          | El otro                                                 |
| 2008 | Reza Naji                             | Avaze gonjeshk-ha                                       |
| 2009 | Sotigui Kouyaté                       | London River                                            |
| 2010 | Grigoriy Dobrygin i Sergei Puskepalis | Kak Ya Provel Etim Letom                                |
| 2011 | Conjunt d'actors de la pel·lícula     | Jodaeiye Nader az Simin (Nader And Simin, A Separation) |
| 2012 | Mikkel Boe Følsgaard                  | En kongelig affære                                      |
| 2013 | Nazif Mujic                           | Epizoda u životu berača željeza                         |
| 2014 | Liao Fan                              | Bai Ri Yan Huo                                          |
| 2015 | Tom Courtenay                         | 45 Years                                                |
| 2016 | Majd Mastoura                         | Nhebbek Hedi                                            |
| 2017 | Georg Friedrich                       | Bright Nights                                           |
| 2018 | Anthony Bajon                         | La Prière                                               |
| 2019 | Wang Jingchun                         | So Long, My Son                                         |
| 2020 | Elio Germano                          | Volevo nascondermi                                      |